# Đồng Thị Ánh
Đồng Thị Ánh (sinh năm 1947) là nữ thẩm phán và chính trị gia Việt Nam. Bà từng là Đại biểu Quốc hội Việt Nam khóa 10 Thành phố Hồ Chí Minh, Chánh án Tòa án nhân dân Thành phố Hồ Chí Minh (1999-2003).

## Tiểu sử
Đồng Thị Ánh sinh ngày 15 tháng 12 năm 1947, người dân tộc Kinh, không theo tôn giáo nào, quê quán tại xã Gia Lộc, huyện Trảng Bàng, tỉnh Tây Ninh.
Bà có bằng cử nhân luật.
Đồng Thị Ánh là Đại biểu Quốc hội Việt Nam khóa 10 nhiệm kì 1997-2002 thuộc đoàn đại biểu Thành phố Hồ Chí Minh, ủy viên Ủy ban Pháp luật của Quốc hội khóa 10. Lúc này bà là Phó Chánh án TAND thành phố Hồ Chí Minh.
Sau đó, bà được bổ nhiệm làm Chánh án Tòa án nhân dân Thành phố Hồ Chí Minh.
Ngày 22 tháng 10 năm 2003, Chánh án Tòa án nhân dân tối cao (Việt Nam) Nguyễn Văn Hiện ký quyết định bổ nhiệm Bùi Hoàng Danh, Phó Chánh án Tòa án nhân dân Thành phố Hồ Chí Minh làm Chánh án Tòa án nhân dân Thành phố Hồ Chí Minh nhiệm kỳ 2003-2008 thay bà Đồng Thị Ánh (nghỉ hưu).